# March 821
March 821 – samochód Formuły 1, zaprojektowany w 1982 roku przez Robina Herda i Adriana Reynarda dla March Grand Prix Team. Samochód nie był zupełnie nową konstrukcją, jako że opierał się na Williamsie FW07, chociaż w przeciwieństwie do samochodu Williamsa nie odnosił żadnych sukcesów. Samochód był napędzany przez trzylitrową jednostkę Ford Cosworth DFV. Kierowcami samochodu byli ścigający się dla March Grand Prix Team Jochen Mass, Raúl Boesel i Rupert Keegan oraz kierowca zespołu LBT Team March, Emilio de Villota. Model został później poddany modyfikacjom, przemianowany na 81C i wystawiony do serii IndyCar, wygrywając Indianapolis 500 pięć razy z rzędu.

## Wyniki w Formule
| Sezon | Zespół                         | Silnik | Kierowcy          | Wyniki w poszczególnych eliminacjach | Wyniki w poszczególnych eliminacjach | Wyniki w poszczególnych eliminacjach | Wyniki w poszczególnych eliminacjach | Wyniki w poszczególnych eliminacjach | Wyniki w poszczególnych eliminacjach | Wyniki w poszczególnych eliminacjach | Wyniki w poszczególnych eliminacjach | Wyniki w poszczególnych eliminacjach | Wyniki w poszczególnych eliminacjach | Wyniki w poszczególnych eliminacjach | Wyniki w poszczególnych eliminacjach | Wyniki w poszczególnych eliminacjach | Wyniki w poszczególnych eliminacjach | Wyniki w poszczególnych eliminacjach | Wyniki w poszczególnych eliminacjach | Wyniki kierowców | Wyniki kierowców | Wyniki konstruktora | Wyniki konstruktora |
| Sezon | Zespół                         | Silnik | Kierowcy          | ZAF                                  | BRA                                  | USW                                  | SMR                                  | BEL                                  | MCO                                  | USE                                  | CAN                                  | NLD                                  | GBR                                  | FRA                                  | DEU                                  | AUT                                  | CHE                                  | ITA                                  | VEG                                  | Punkty           | Pozycja          | Punkty              | Pozycja             |
| ----- | ------------------------------ | ------ | ----------------- | ------------------------------------ | ------------------------------------ | ------------------------------------ | ------------------------------------ | ------------------------------------ | ------------------------------------ | ------------------------------------ | ------------------------------------ | ------------------------------------ | ------------------------------------ | ------------------------------------ | ------------------------------------ | ------------------------------------ | ------------------------------------ | ------------------------------------ | ------------------------------------ | ---------------- | ---------------- | ------------------- | ------------------- |
| 1982  | March Grand Prix Team          | Ford   | Jochen Mass       | 12                                   | -                                    | -                                    | -                                    | -                                    | -                                    | -                                    | -                                    | -                                    | -                                    | -                                    | -                                    | -                                    | -                                    | -                                    | -                                    | 0                | 28               | 0                   | 15                  |
| 1982  | March Grand Prix Team          | Ford   | Raúl Boesel       | 15                                   | -                                    | -                                    | -                                    | -                                    | -                                    | -                                    | -                                    | -                                    | -                                    | -                                    | -                                    | -                                    | -                                    | -                                    | -                                    | 0                | 30               | 0                   | 15                  |
| 1982  | Rothmans March Grand Prix Team | Ford   | Jochen Mass       | -                                    | 8                                    | 8                                    | -                                    | NU                                   | NZ                                   | 7                                    | 11                                   | NU                                   | 10                                   | NU                                   | -                                    | -                                    | -                                    | -                                    | -                                    | 0                | 28               | 0                   | 15                  |
| 1982  | Rothmans March Grand Prix Team | Ford   | Rupert Keegan     | -                                    | -                                    | -                                    | -                                    | -                                    | -                                    | -                                    | -                                    | -                                    | -                                    | -                                    | NZ                                   | NU                                   | NU                                   | NZ                                   | 12                                   | 0                | 33               | 0                   | 15                  |
| 1982  | Rothmans March Grand Prix Team | Ford   | Raúl Boesel       | -                                    | NU                                   | 9                                    | -                                    | 8                                    | NPK                                  | NU                                   | NU                                   | NU                                   | NZ                                   | NZ                                   | NU                                   | NZ                                   | NU                                   | NZ                                   | 13                                   | 0                | 30               | 0                   | 15                  |
| 1982  | LBT Team March                 | Ford   | Emilio de Villota | -                                    | -                                    | -                                    | -                                    | NPK                                  | NPK                                  | NZ                                   | NZ                                   | NPK                                  | -                                    | -                                    | -                                    | -                                    | -                                    | -                                    | -                                    | 0                | NS               | 0                   | 15                  |